# Tihad Athletic Sport Casablanca
Il Tihad Athletic Sport Casablanca (in arabo:الاتحاد البيضاوي نادي ), abbreviato TAS Casablanca, è una società calcistica marocchina di Casablanca. Milita nella Botola 2, la seconda serie del campionato marocchino di calcio.
È la terza squadra più popolare a Casablanca dopo il Raja Casablanca e il Wydad Casablanca.
Disputa le partite casalinghe allo stadio Larbi Zaouli di Casablanca (35 000 posti a sedere).

## Palmarès

### Competizioni nazionali
- Coppa di Marocco: 1

2018-2019

### Altri piazzamenti
- Coppa di Marocco:

Semifinalista: 1990-1991
- Campionato marocchino di terza divisione:

Secondo posto: 2018-2019